# Provinz Ñuflo de Chávez
Ñuflo de Chávez ist eine Provinz im nördlichen zentralen Teil des Departamento Santa Cruz im Tiefland des südamerikanischen Anden-Staates Bolivien. Die Provinz trägt ihren Namen zu Ehren des Konquistadoren Ñuflo de Chávez (1518–1556).

## Lage
Die Provinz ist eine von fünfzehn Provinzen im Departamento Santa Cruz. Sie grenzt im Norden an das Departamento Beni, im Nordwesten an die Provinz Guarayos, im Südwesten an die Provinz Obispo Santistevan und die Provinz Ignacio Warnes, im Süden an die Provinz Andrés Ibáñez und die Provinz Chiquitos, und im Osten an die Provinz José Miguel de Velasco.
Sie erstreckt sich zwischen 13° 45' und 17° 30' südlicher Breite und 61° 30' und 63° 25' westlicher Länge, ihre Länge von Norden nach Süden beträgt 520 Kilometer, ihre Breite von Osten nach Westen bis zu 250 Kilometer, und sie hat eine Größe von 52.043 Quadratkilometern.

## Bevölkerung
Die Einwohnerzahl der Provinz Ñuflo de Chávez ist in den vergangenen drei Jahrzehnten auf mehr als das Doppelte angestiegen:
| Jahr | Einwohner | Quelle       |
| ---- | --------- | ------------ |
| 1992 | 61 008    | Volkszählung |
| 2001 | 93 997    | Volkszählung |
| 2012 | 116 545   | Volkszählung |
| 2024 | 129 674   | Volkszählung |

48,3 Prozent der Bevölkerung sind jünger als 15 Jahre. (2001)
Der Alphabetisierungsgrad in der Provinz beträgt 72,6 Prozent.
91,6 Prozent der Bevölkerung sprechen Spanisch, 30,1 Prozent Quechua, 2,0 Prozent Aymara und 1,2 Prozent Guaraní (1992).
87,3 Prozent der Bevölkerung haben keinen Zugang zu Elektrizität, 50,4 Prozent leben ohne sanitäre Einrichtung (1992).
79,5 Prozent der Einwohner sind katholisch, 17,2 Prozent sind evangelisch (1992).

## Gliederung
Die Provinz Ñuflo de Chávez gliederte sich bei der letzten Volkszählung im Jahr 2024 in die folgenden sechs Municipios:
- 07-1101 Municipio Concepción 30.1090 Einwohner
- 07-1102 Municipio San Javier 14.897 Einwohner
- 07-1103 Municipio San Ramón 18.427 Einwohner
- 07-1104 Municipio San Julián 44.635 Einwohner
- 07-1105 Municipio San Antonio de Lomerío 6.346 Einwohner
- 07-1106 Municipio Cuatro Cañadas 25.260 Einwohner

## Ortschaften in der Provinz Ñuflo de Chávez
- Municipio Concepción
  - Concepción 9868 Einw. – El Carmen 362 Einw.

- Municipio San Javier
  - San Javier 7119 Einw. – Cachuela España 524 Einw. – San José Obrero 158 Einw. – San Joaquín 12 Einw.

- Municipio San Ramón
  - San Ramón 6398 Einw.

- Municipio San Julián
  - San Julián 20.687 Einw. – La Asunta 1406 Einw. – Fortín Libertad 660 Einw. – Litoral 555 Einw.

- Municipio San Antonio de Lomerío
  - San Antonio de Lomerío 1677 Einw. – Salinas de Lomerío 405 Einw.

- Municipio Cuatro Cañadas
  - Cuatro Cañadas 8195 Einw. – Puerto Rico 1200 Einw. – Puerto Pacay 341 Einw. – Los Troncos 332 Einw.